# Edwin Cerrillo
Edwin Cerrillo (Waco, 3 ottobre 2000) è un calciatore statunitense, centrocampista dei LA Galaxy.

## Caratteristiche tecniche
È un centrocampista difensivo.

## Carriera

### Club
Cresciuto nel settore giovanile del FC Dallas, debutta in prima squadra il 9 marzo 2019 in occasione dell'incontro di Major League Soccer vinto 2-0 contro il LA Galaxy.

### Nazionale
Ha giocato nelle nazionali giovanili statunitensi Under-20 ed Under-23; con l'Under-20 nel 2019 ha partecipato ai Mondiali di categoria.

## Statistiche
Statistiche aggiornate al 22 novembre 2020.

### Presenze e reti nei club
| Stagione        | Squadra         | Campionato      | Campionato | Campionato | Coppe nazionali | Coppe nazionali | Coppe nazionali | Coppe continentali | Coppe continentali | Coppe continentali | Altre coppe | Altre coppe | Altre coppe | Totale | Totale | Totale |
| Stagione        | Squadra         | Comp            | Pres       | Reti       | Comp            | Pres            | Reti            | Comp               | Pres               | Reti               | Comp        | Pres        | Reti        | Pres   | Reti   |        |
| --------------- | --------------- | --------------- | ---------- | ---------- | --------------- | --------------- | --------------- | ------------------ | ------------------ | ------------------ | ----------- | ----------- | ----------- | ------ | ------ | ------ |
| 2019            | North Texas     | USL L1          | 7          | 0          |                 | -               | -               |                    | -                  | -                  |             | -           | -           | 7      | 0      |        |
| 2020            | North Texas     | USL L1          | 7          | 1          |                 | -               | -               |                    | -                  | -                  |             | -           | -           | 7      | 1      |        |
| 2021            | North Texas     | USL L1          | 1          | 0          |                 | -               | -               |                    | -                  | -                  |             | -           | -           | 1      | 0      |        |
| 2019            | FC Dallas       | MLS             | 13         | 0          | USCup           | 2               | 0               |                    | -                  | -                  |             | -           | -           | 15     | 0      |        |
| 2020            | FC Dallas       | MLS             | 2          | 0          |                 | -               | -               |                    | -                  | -                  |             | -           | -           | 2      | 0      |        |
| 2021            | FC Dallas       | MLS             | 10         | 0          |                 | -               | -               |                    | -                  | -                  |             | -           | -           | 10     | 0      |        |
| Totale carriera | Totale carriera | Totale carriera | 40         | 1          |                 | 2               | 0               |                    | -                  | -                  |             | -           | -           | 42     | 1      |        |

## Palmarès
- Campionato MLS: 1

LA Galaxy: 2024